# Liste der Kardinalpriester von San Francesco a Ripa
Folgende Kardinäle waren Kardinalpriester der Titelkirche San Francesco a Ripa:
| Kardinalpriester von San Francesco a Ripa |                         |                             |                  |                  |
| Nr.                                       | Name                    | Amt                         | von              | bis              |
| 1                                         | Laurean Rugambwa        | Erzbischof von Daressalam   | 28. März 1960    | 8. Dezember 1997 |
| 2                                         | Norberto Rivera Carrera | Erzbischof von Mexiko-Stadt | 21. Februar 1998 |                  |